# Титов, Герман Степанович
Ге́рман Степа́нович Тито́в (11 сентября 1935, Верх-Жилино — 20 сентября 2000, Москва) — советский космонавт, первый человек, совершивший длительный космический полёт (более суток), второй советский космонавт, второй человек в мире, совершивший орбитальный космический полёт. Самый молодой человек в истории, совершивший орбитальный космический полёт. Герой Советского Союза (9 августа 1961 года). Дублёр Юрия Гагарина; доктор военных наук.

## Биография
Герман Степанович Титов родился 11 сентября 1935 года в селе Верх-Жилино Косихинского района Алтайского края. Русский. Его отец Степан Павлович Титов (1910—1993) был учителем русского языка и литературы. В годы Великой Отечественной войны, когда С. П. Титов был на фронте, его жена Александра Михайловна (1913—2001) с сыном Германом и дочерью Земфирой (имена даны отцом в честь героев произведений А. С. Пушкина) жили у родителей в коммуне Майское Утро, где Герман учился с первого по третий класс, семилетку он окончил в селе Полковниково, а среднюю школу — в селе Налобиха.
В июле 1953 года Г. С. Титов был призван на службу в армию. В 1955 году окончил 9-ю военную авиационную школу лётчиков (Костанай), а в 1957 году — Сталинградское военное авиационное училище лётчиков им. Краснознамённого сталинградского пролетариата (Новосибирск), после чего служил в строевых частях ВВС в Ленинградском военном округе (26-й гвардейский авиаполк, машины Су-7, аэродромы Гатчина, Сиверский (Ордынка)).
С 1960 года — в отряде космонавтов. В апреле 1961 года был дублёром Юрия Гагарина при подготовке к первому в мире полёту в космос. Позже Гагарин писал:
Космонавт Два сидел ко мне в профиль, и я невольно любовался правильными чертами красивого задумчивого лица, его высоким лбом, над которым слегка вились мягкие каштановые волосы. Он был тренирован так же, как и я, и, наверное, способен на большее. Может быть, его не послали в первый полёт, приберегая для второго, более сложного.Ю. А. Гагарин, «Дорога в космос», 1961

### Полёт

Герман Титов в скафандре перед полётом

С 6 по 7 августа 1961 года Герман Титов выполнял первый в истории длительный космический полёт продолжительностью 1 сутки 1 час на космическом корабле «Восток-2», сделав 17 оборотов вокруг Земли, пролетев более 700 тысяч километров. В полёте имел позывной «Орёл». Спускаемый аппарат приземлился вблизи города Красный Кут (Саратовская область).
Целью полета было исследование влияния на человека невесомости, поведение организма при приёме пищи и сне в таких условиях, а также ручное управление аппаратом, съёмка с орбиты и постоянная радиосвязь с Землёй.
Впоследствии, благодаря данным Титова, программа подготовки космонавтов была существенно скорректирована[страница не указана 843 дня].
На момент полёта Герману Титову было 25 лет и 330 дней — он самый молодой среди всех людей, совершивших орбитальный полёт. До 20 июля 2021 года он был также самым молодым человеком, побывавшим в космосе, уступив первенство 18-летнему космическому туристу Оливеру Дамену, совершившему суборбитальный полёт на корабле New Shepard.
Статистика
| # | Стартовый корабль | Старт, UTC        | Экспедиция | Корабль посадки | Посадка, UTC      | Налёт                    | Выходы в открытый космос | Время в открытом космосе |
| - | ----------------- | ----------------- | ---------- | --------------- | ----------------- | ------------------------ | ------------------------ | ------------------------ |
| 1 | Восток-2          | 06.08.1961, 06:00 | Восток-2   | Восток-2        | 07.08.1961, 07:18 | 01 суток 01 час 18 минут | 0                        | 0                        |

Указом Президиума Верховного Совета СССР от 9 августа 1961 года за успешное осуществление космического полёта и проявленные при этом мужество и героизм майору Герману Степановичу Титову присвоено звание Героя Советского Союза с вручением ордена Ленина и медали «Золотая Звезда» (№ 11158).
В 1961 году Титов был принят в ряды КПСС. На момент полета он был кандидатом в члены КПСС, но время, проведённое в космосе, по решению Н. С. Хрущёва, было зачтено в кандидатский стаж в ускоренном порядке. По положению действовавшего на тот момент (1961 год) Устава КПСС, кандидатский стаж устанавливался для всех сроком в один год. Согласно стенограмме телефонного разговора Н. С. Хрущева с Г. С. Титовым, опубликованной в газете «Известия» от 7 августа 1961 года, первый секретарь ЦК КПСС заявил: «…Считайте, что ваш кандидатский стаж уже истёк. Потому что каждая минута вашего пребывания в космосе может засчитываться за годы. Вы свой кандидатский стаж в члены партии уже прошли…»
8 августа 1961 года Герман Титов подробно доложил конструкторам подробности полёта, причём их больше заинтересовало самочувствие пилота, а не технические подробности. Он дал честное описание мешавших космонавту работать и отдыхать симптомов — тошноты, рвоты, подавленности, потери ориентации, боли при повороте головы и движениях глаз.
В общем, было так: примерно на 3-4-м витке я почувствовал в лобных пазухах какую-то тяжесть, но я думал, что это естественно. <…> Я почувствовал, что, когда я поворачиваю глаза, гляжу влево, вправо, вверх — очень больно поворачивать их, боль такая ощущается. <…> Нельзя сказать, чтобы это было плохое состояние, но в то же время как-то несколько угнетало. Муторное. Вот именно, муторное. Вот это слово. <…>Герман Титов

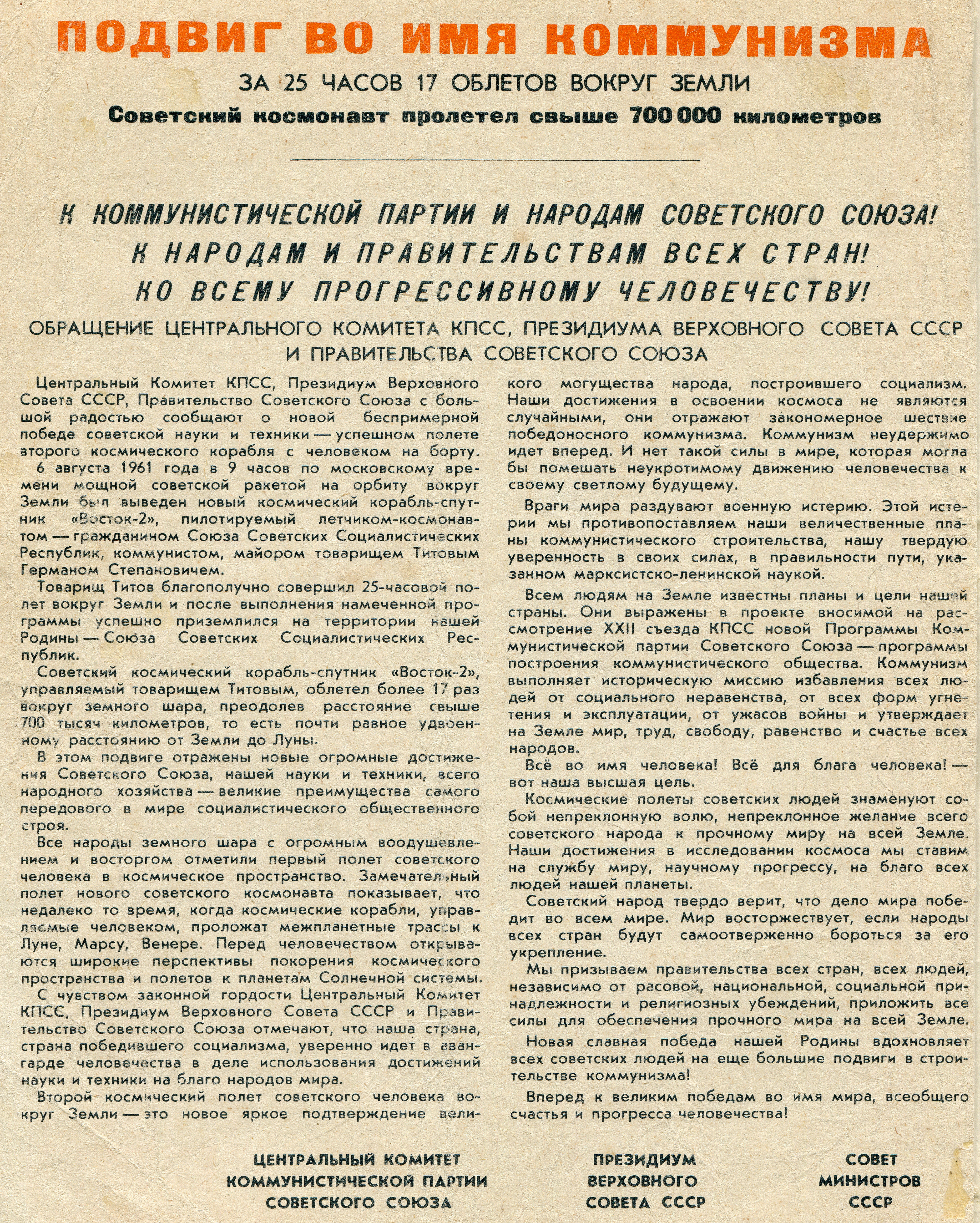
Обращение ЦК КПСС, посвящённое полёту Германа Титова на «Востоке-2»

Состояние, описанное Титовым, назвали синдромом космической адаптации или «космической болезнью». Его испытывают от трети до половины всех людей в космосе, после 3-6 суток происходит адаптация и состояние нормализуется. В те годы об этом не знали, и предположительно, именно из-за описанного состояния, сочтённого индивидуальной реакцией организма, Титов в дальнейшем не рассматривался как кандидат в космические полёты.

### Военная служба после полёта

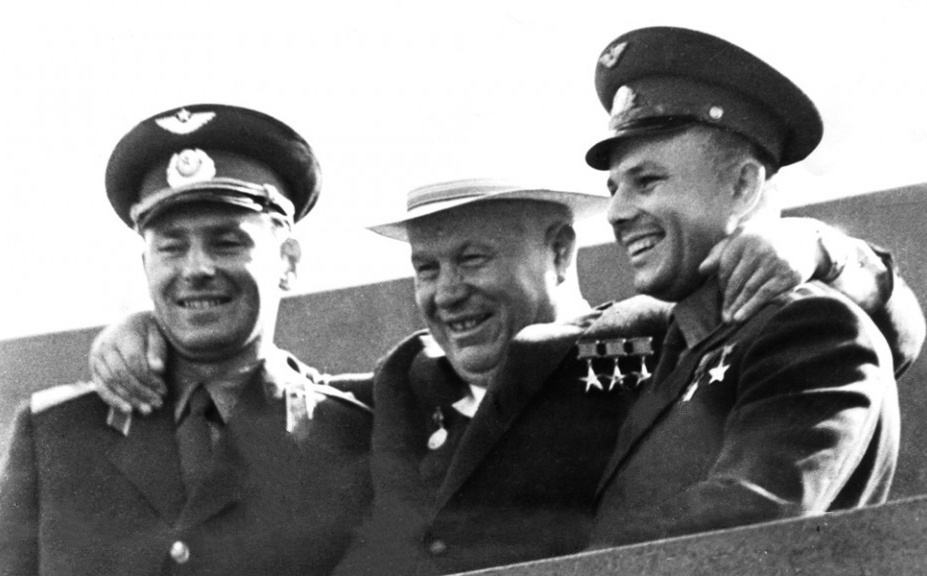
Слева-направо: Титов, Хрущёв, Гагарин. 20 ноября 1961 года.

Николай Каманин отмечал, что в первые годы после полёта поведение Титова заметно изменилось в худшую сторону, у него появились проблемы с дисциплиной и алкоголем, в частности, эпизоды вождения автомобиля в нетрезвом виде. Поздним вечером 26 июня 1964 года, управляя автомобилем «Волга» в нетрезвом состоянии на большой скорости, Титов допустил наезд на препятствие, оказавшееся на проезжей части. От полученных травм погибла его пассажирка, случайная попутчица. Расследованием занималась военная прокуратура, которая не выявила в действиях Титова состава преступления и квалифицировала происшествие как несчастный случай. Титов был подвергнут строгому выговору по партийной линии и понижен в должности[страница не указана 1617 дней], однако это не предотвратило дальнейших проблем. В дневниковой записи от 31 июля 1970 года в связи с переводом Титова из Центра подготовки космонавтов на учёбу в академию Генерального штаба Каманин отметил, что за 9 лет службы в ЦПК Титов более 10 раз допускал грубые нарушения дисциплины, включая пьянство, нарушения правил дорожного движения, конфликты с сотрудниками милиции. Тем самым, в частности, он нарушал приказ Главкома, запрещающий ему в течение года управлять самолетом и автомашиной. Титов неоднократно получал предупреждения и взыскания, однако наиболее строгие меры воздействия, такие как лишение звания Героя Советского Союза, к нему не применялись из-за необходимости поддерживать престиж второго космонавта СССР.

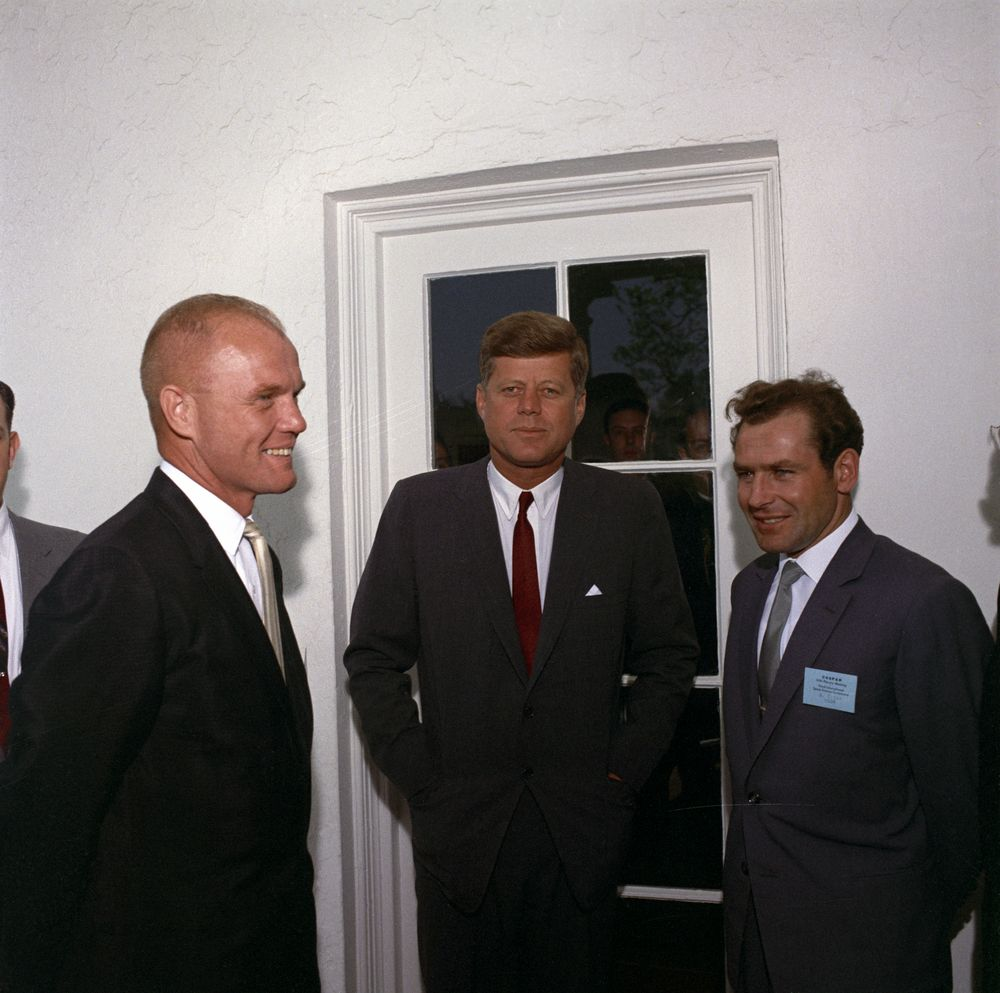
Слева-направо: Джон Гленн, Джон Кеннеди и Герман Титов в Белом доме 3 мая 1962 года

В начале мая 1962 года совершил визит в США в составе советской делегации. Был принят в Белом доме Президентом США Джоном Кеннеди. Также был награждён орденами Болгарии, Монголии, Индонезии, ГДР, Югославии, Румынии, Сирии, Конго.
В 1968 году Титов окончил Военно-воздушную инженерную академию имени Н. Е. Жуковского. Дипломную работу по теме САС проекта одноместного воздушно-космического ЛА, разработанного группой слушателей-космонавтов, он защитил на отличную оценку 17 февраля — в один день с Гагариным.
11 июля 1968 года стал старшим инструктором-космонавтом и взял на себя командование вторым отрядом космонавтов. 21 марта 1969 года возглавил 4-й отдел Центра подготовки космонавтов, готовившего пилотов для авиакосмической системы «Спираль».
В 1972 году окончил ещё один вуз — Военную академию Генерального штаба ВС СССР имени К. Е. Ворошилова.
С 1972 по 1973 годы был заместителем начальника Центра по управлению космическими аппаратами военного назначения Управления начальника космических средств (УНКС) Министерства обороны СССР, с 1973 по 1979 год — заместителем, а с 1979 по 1991 год — первым заместителем начальника УНКС МО СССР по опытно-конструкторским и научно-исследовательским работам. Являлся председателем нескольких государственных комиссий по испытаниям ракетно-космических систем. Был активным идеологом создания морских кораблей измерительного комплекса, принял большое личное участие в разработке корабля проекта 1914 «Маршал Неделин».
Являлся заместителем главного редактора журнала «Авиация и космонавтика».
31 января 1980 года защитил диссертацию в Военной академии Генерального штаба ВС СССР имени К. Е. Ворошилова и получил учёную степень кандидата военных наук. Позднее защитил докторскую диссертацию.
В октябре 1991 года генерал-полковник авиации Герман Степанович Титов вышел в отставку.

### Последние годы карьеры

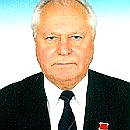
Герман Титов — депутат Государственной думы РФ первого созыва

С 1992 по 1993 год — президент Международного научно-технического центра по космонавтике и электронике «Космофлот», с 1993 по 1995 год — заместитель председателя совета Российского центра конверсии аэрокосмического комплекса, а с 1999 года — президент Федерации космонавтики России.
Жил в Москве.
Избирался депутатом Верховного совета СССР 6-го и 7-го созывов (1962, 1966), а также Государственной Думы РФ первого, второго и третьего созывов (1993, 1995, 1999), входил в состав фракции КПРФ.
Скончался 20 сентября 2000 года от сердечного приступа. Церемония прощания состоялась 25 сентября 2000 года в культурном центре Центральный дом вооружённых сил России имени Фрунзе, похороны прошли на Новодевичьем кладбище в Москве.

## Семья
Отец Степан Павлович Титов (23.04.1910 — 18.10.1993), учитель русского языка и литературы, участник Великой Отечественной войны.

Мать Александра Михайловна Титова (урождённая Носова) (10.06.1914 — 2001), домохозяйка.
Сестра Земфира Пушко, затем Аверина (урождённая Титова) (род. 21.12.1941). Работник аптечного управления Московской области.
Жена Тамара Васильевна Титова (урождённая Черкас) (род. 25.12.1937, Луганская обл.). Окончила Московский областной педагогический институт им. Н. К. Крупской по специальности история, обществоведение; работала сотрудником Института военной истории.
- Дочери Татьяна (род. 23.09.1963), окончила МГИМО, экономист[23] и Галина (род. 14.08.1965), окончила Военный институт иностранных языков, переводчик[22][23].

## Воинские звания
- Лейтенант (11.09.1957).
- Старший лейтенант (16.10.1959).
- Капитан (18.04.1961).
- Майор (06.08.1961).
- Подполковник (19.02.1963).
- Полковник (16.08.1966).
- Генерал-майор авиации (25.04.1975).
- Генерал-лейтенант авиации (16.02.1979).
- Генерал-полковник авиации (17.02.1988).

## Награды и звания

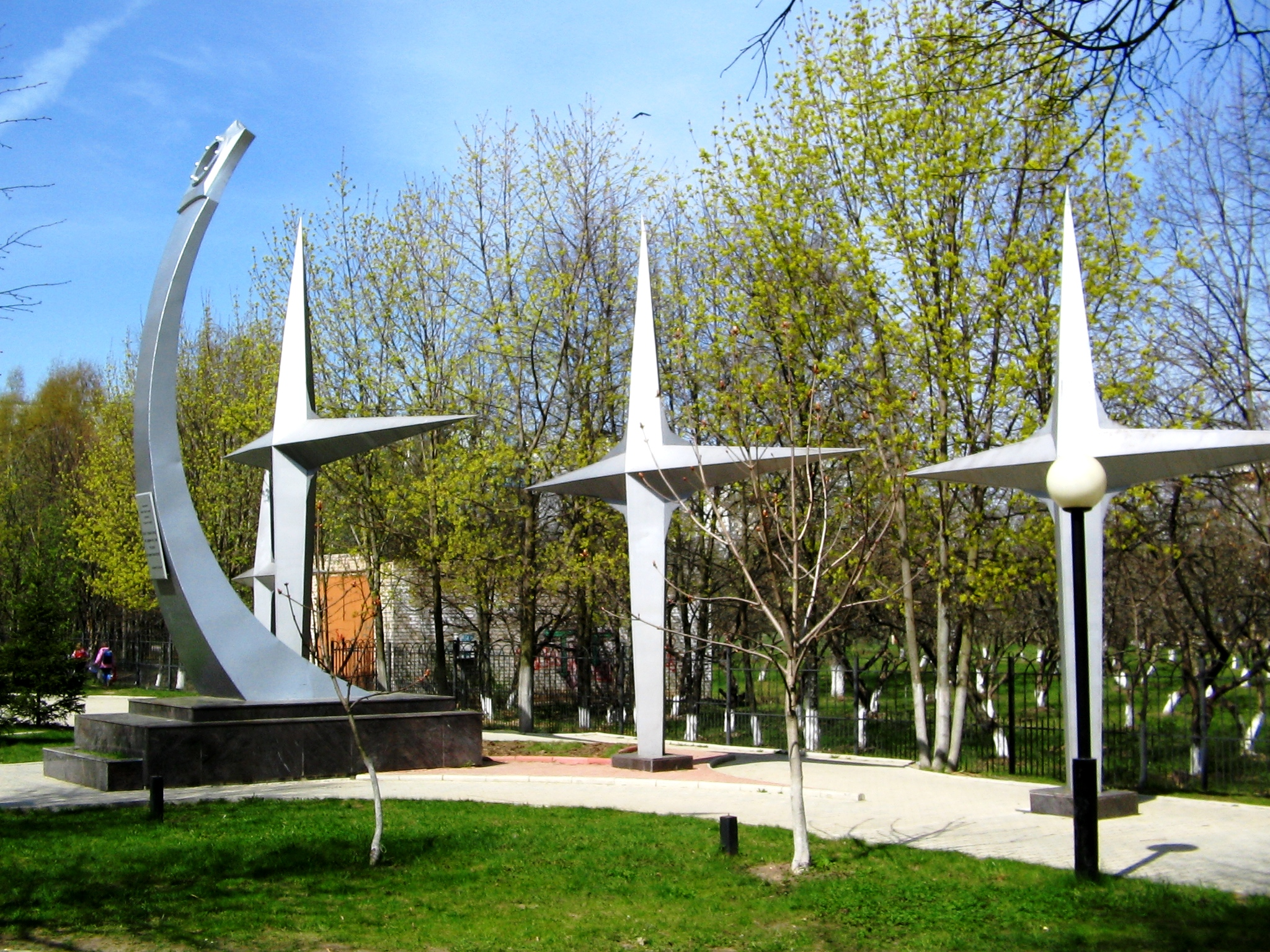
Мемориал Г. С. Титова в Краснознаменске

Государственные награды России и СССР:
- Герой Советского Союза (9 августа 1961).
- Орден «За заслуги перед Отечеством» III степени (7 сентября 1995) — за заслуги перед государством, успехи, достигнутые в труде, большой вклад в укрепление дружбы и сотрудничества между народами[25].
- Два ордена Ленина (17 июня 1961, 9 августа 1961 года).
- Орден Октябрьской Революции (21 февраля 1985).
- Орден Трудового Красного Знамени (15 января 1976).
- Медаль «За освоение целинных земель» (август 1961).
- Девять юбилейных медалей.
- Лётчик-космонавт СССР (9 августа 1961)
- Заслуженный специалист Вооружённых Сил СССР (15 августа 1991) — за выдающиеся заслуги перед Советским государством в области укрепления обороноспособности страны и высокое мастерство в профессиональной деятельности.[26]
- Заслуженный мастер спорта СССР (1961).
- Благодарность Президента Российской Федерации (2 марта 2000) — за большой вклад в становление и развитие отечественной и мировой космонавтики[27].

Иностранные награды:
- Герой Труда Демократической Республики Вьетнам (21 января 1962).
- Орден Дружбы (Вьетнам).[уточнить]
- Герой Социалистического Труда Народной Республики Болгарии (НРБ, 27 сентября 1962).
- Орден Георгия Димитрова (НРБ, 27 сентября 1962).
- Герой Монгольской Народной Республики (МНР, 10 декабря 1961).
- Орден Сухэ-Батора (МНР, 10 декабря 1961).
- Орден Карла Маркса (ГДР, 1 сентября 1961).
- Орден «Звезда Республики Индонезии» II степени (8 января 1962).
- Орден Югославского флага I степени (19 сентября 1962).
- Орден Звезды Румынии I степени (14 октября 1961).
- Орден Дружбы и сотрудничества (Сирия, август 1987).
- Почётный знак отличия Президента Украины (11 апреля 1995 года) — за выдающийся вклад в создание ракетно-космических систем, укрепление международного сотрудничества в космической отрасли и в связи с 10-летием первого запуска ракеты-носителя «Зенит»[28][29]

Премии:
- Ленинская премия (1988).

## Книги

Могила Г. С. Титова на Новодевичьем кладбище

- Титов Г. С. 700 000 километров в космосе. — М., 1961. — (серия «Библиотека „Огонёк“»).
- Титов Г. С. Семнадцать космических зорь. — М.: ЛПН, 1962.
- Титов Г. С. Авиация и космос. — М.: Военное издательство Министерства обороны СССР, 1963.
- Титов Г. С. Первый космонавт планеты. — М.: «Знание», 1971. — 32 с.
- Титов Г. С. Голубая моя планета // Роман-газета. — 1972. — № 24. В 1973 году вышла отдельной книгой в Военном издательстве Министерства обороны СССР (240 с.).
- Титов Г. С. На звёздных и земных орбитах. — М.: Детская литература, 1987. — 224 с.

## Фильмы
- 1961 — «Москва встречает космонавта-2» — СССР, ЦСДФ.
- 1961 — «Снова к звёздам» — СССР, Центрнаучфильм.
- 1962 — «700000 километров в космосе» — СССР, Киностудия научно-популярных фильмов.
- 1962 — «В 35-й раз через экватор» — СССР, Центрнаучфильм, фильм о поездке космонавта Г. Титова в Индонезию, Бирму и Вьетнам.
- 1962 — «Космонавт-два в США» — СССР, Центрнаучфильм.
- 1963 — «Желанные гости» — СССР, Центрнаучфильм, фильм о поездках Германа Титова в Югославию, Юрия Гагарина в Австрию и Данию.
- 1988 — «Майское утро» Архивная копия от 18 апреля 2019 на Wayback Machine СССР, ЦСДФ — режиссёр Сергиенко, Роллан Петрович.
- 2010 — «Второй. Герман Титов» — Россия, ВГТРК.
- 2010 — «Герман Титов. Первый после Гагарина» — Россия, Студия «Встреча», Первый канал.
- 2010 — «Герман Титов. Звезда над Алтаем» — Россия, Телекомпания «Алтай».
- 2011 — «Герман Титов. Первый — второй». Архивная копия от 20 декабря 2012 на Wayback Machine Россия, Телестудия Роскосмоса.
- 2013 — «Гагарин. Первый в космосе» — Россия. В роли Германа Титова — Вадим Мичман.
- 2017 — «Время первых» — Россия. В роли Германа Титова — Алексей Морозов.

## Память

Место приземления Титова Г. С.

Мемориальный музей Титова в Полковниково

Портрет Г. С. Титова

- Подпись Германа Титова выгравирована на постаменте памятника «Слава покорителям космоса!», сооружённого в 1962 году в посёлке Монино.
- В 1981 году был открыт памятник в Мемориале на месте посадки Германа Титова в районе посёлка Красный Кут в Саратовской области.
- 6 августа 2011 года состоялось открытие нового здания мемориального музея Г. С. Титова в селе Полковниково[30].
Мемориальный комплекс включает в себя отреставрированное здание старой Полковниковской семилетней школы, в которой учился будущий космонавт и преподавал его отец, а также новое здание. Первоначально материалы о космосе и первых полётах размещались в маленьком домике семьи Титовых. Во всех залах представлены личные вещи космонавта, награды, самые разнообразные документы (от аттестата зрелости до пропуска на похороны Гагарина), макеты орбитальных станций, части двигателей ракет, карты, чертежи, детские рисунки, сувениры, памятные подарки, фотоснимки на Земле и в космосе[31].
- 4 октября 2012 года памятник Титову торжественно открыт в Парке воинской славы Главного испытательного космического центра в городе Краснознаменске[32].
- 14 сентября 2015 года открыт Памятник Г. С. Титову, установленный по инициативе Обществ российско-вьетнамской и вьетнамо-российской дружбы, на острове Титова в бухте Халонг (Вьетнам)[33].
- 9 апреля 2021 года открыт Парк покорителей космоса им. Юрия Гагарина, в нём создана «Галерея космонавтов», в том числе барельеф-портрет Г. С. Титова.
- 25 ноября 2023 года в посёлке Глебычево — месте дислокации 26-го гвардейского истребительного авиаполка, где Г. С. Титов проходил службу с 1958 по 1960 год, в его честь установлена мемориальная доска[34].

Названы в честь Титова:
- Главный испытательный центр испытаний и управления космическими средствами имени Г. С. Титова;
- Краснокутский краеведческий музей в городе Красный Кут Саратовской области (неподалёку от места приземления аппарата «Восток-2»);
- аэропорт города Барнаул[35];
- 2010 год Самолёт Аэрофлота Airbus 320 VQ-BCM;
- кратер в Море Москвы на обратной стороне Луны[36];
- астероид (13010) Германтитов;
- остров в Тонкинском заливе (бухта Халонг, Вьетнам, координаты 20.858704, 107.080418)[37][38];
- подводная гора (Titov Seamount) в Тихом океане (к юго-востоку от острова Бейкер[39][40];
- гора Титова в Антарктиде, обнаруженная и отмеченная на карте САЭ в 1961 году (координаты: 71°58′ ю. ш. 10°52′ в. д.HGЯO)[41].
- Алтайский оптико-лазерный центр[42];
- пролив Космонавт-2 (Карское море, Енисейский залив; пролив назван в 1961 году)[43];
- Дворец зрелищ и спорта города Барнаула;
- центральная улица города Байконур, Казахстан;
- микрорайон в городе Кызылорда, Казахстан.
- улицы в Барнауле, Волгограде, Волоколамске, Выборге, Екатеринбурге, Красном Куте (близ места приземления), Кызыле, Липецке, Махачкале, Новосибирске, Пензе, Саранске, Санкт-Петербурге, Химках, Костроме, Балашове и в других городах России и стран СНГ (см. Улица Титова);
- школа-гимназия № 45 в Барнауле;
- лицей № 1 города Краснознаменск Московской области;
- средняя школа № 11 (МОУ СОШ № 11) в Щёлково-3 (Московская область, Щёлковский район);
- Гуманитарно-эстетическая школа-гимназия № 20 в городе Шымкент, Казахстан;
- средняя школа в городе Алматы, Казахстан.
- детский загородный лагерь Анохова Губа (Псковская область);
- юношеский клуб космонавтики (Санкт-Петербург);
- средняя школа № 19 города Подольск (Московская область);
- парк (сквер) в городе Сватово (Луганская область, Украина).

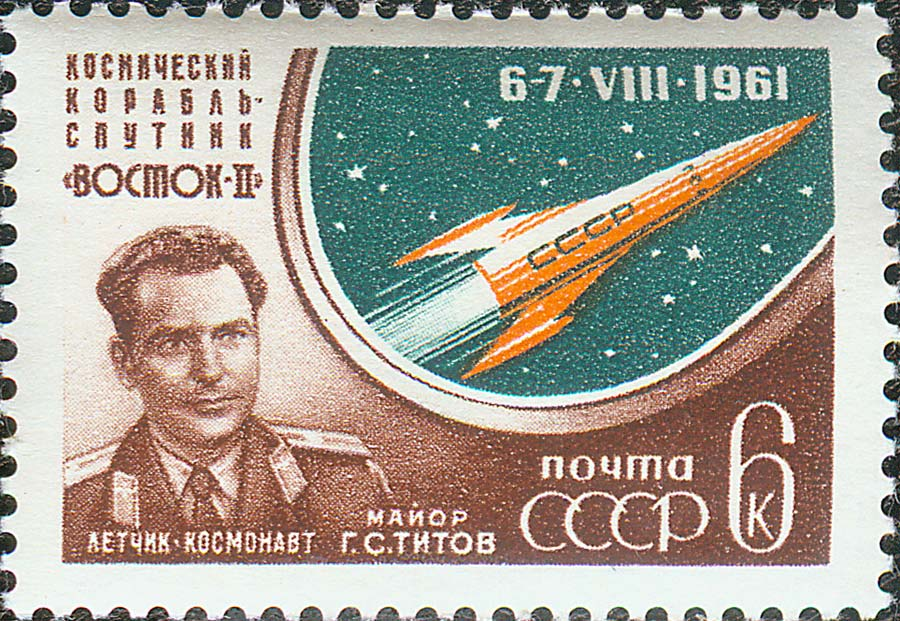
Почтовая марка, 1961 год
Почтовый конверт 1962 г.
Почтовый конверт 1962 г.
Почтовый конверт 1962 г.
Почтовый конверт 1962 г.
Почтовый конверт 1962 г.
Почтовый конверт 1962 г.
Почтовый конверт 1962 г.
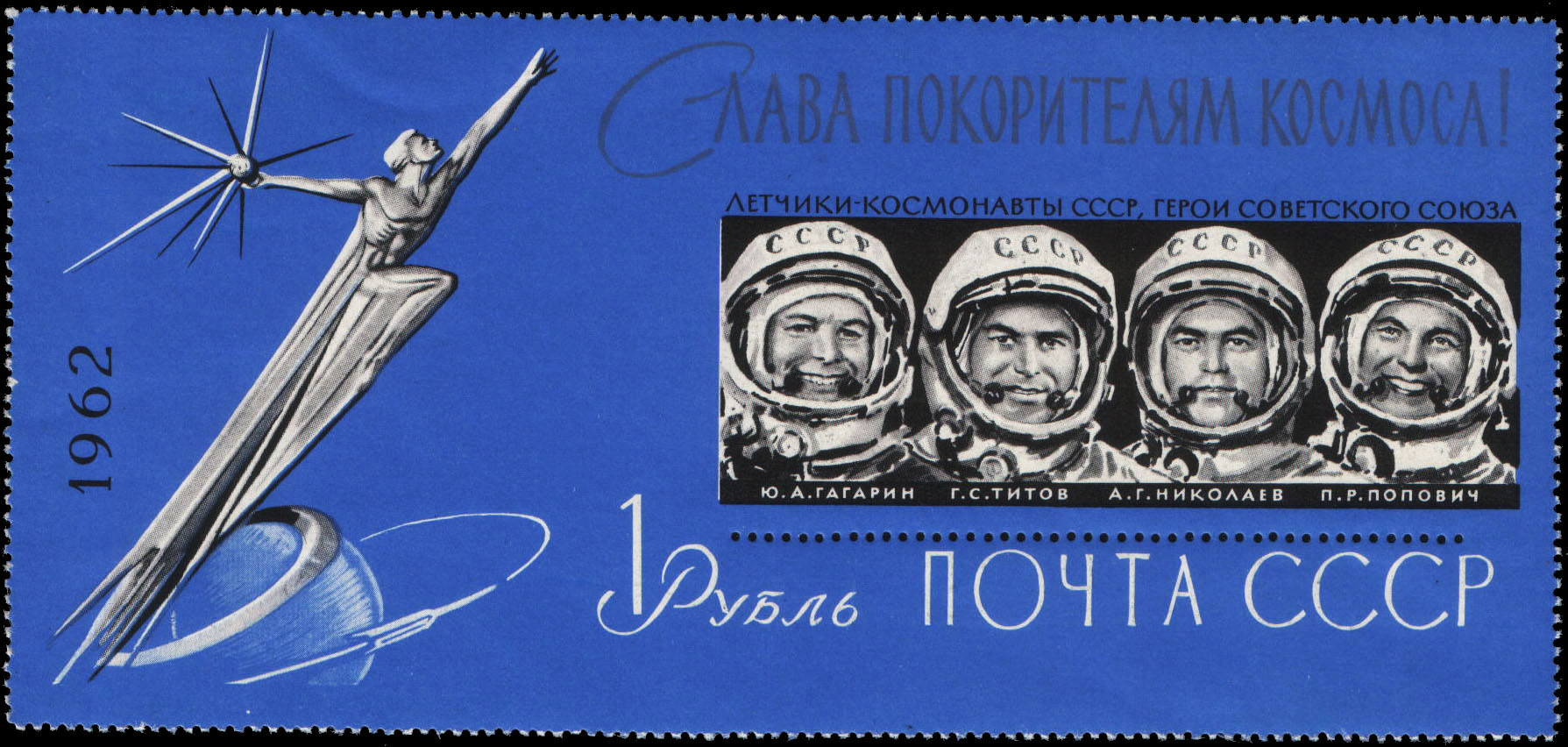
Почтовая марка, 1962 год
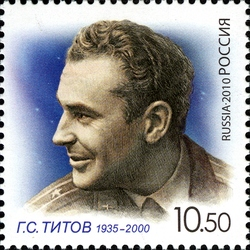
Почтовая марка России